# Nishiwaga
Nishiwaga (jap. 西和賀町 Nishiwaga-machi) – miasto w Japonii, na wyspie Honsiu, w prefekturze Iwate. Według danych na rok 2020 miejscowość zamieszkiwało 5 134 mieszkańców , a gęstość zaludnienia wyniosła 8,7 os./km².